# Ugyen Gyatso
Ugyen Gyatso (tibétain : ཨོ་རྒྱན་རྒྱ་མཚོ, Wylie : o rgyan rgya mtsho ; né en 1851 à Yangang (en)- mort le 22 mai 1915 dans la même ville) est un pundit issu d'une famille tibéto-sikkimaise connu pour ses explorations du Tibet. 

## Biographie

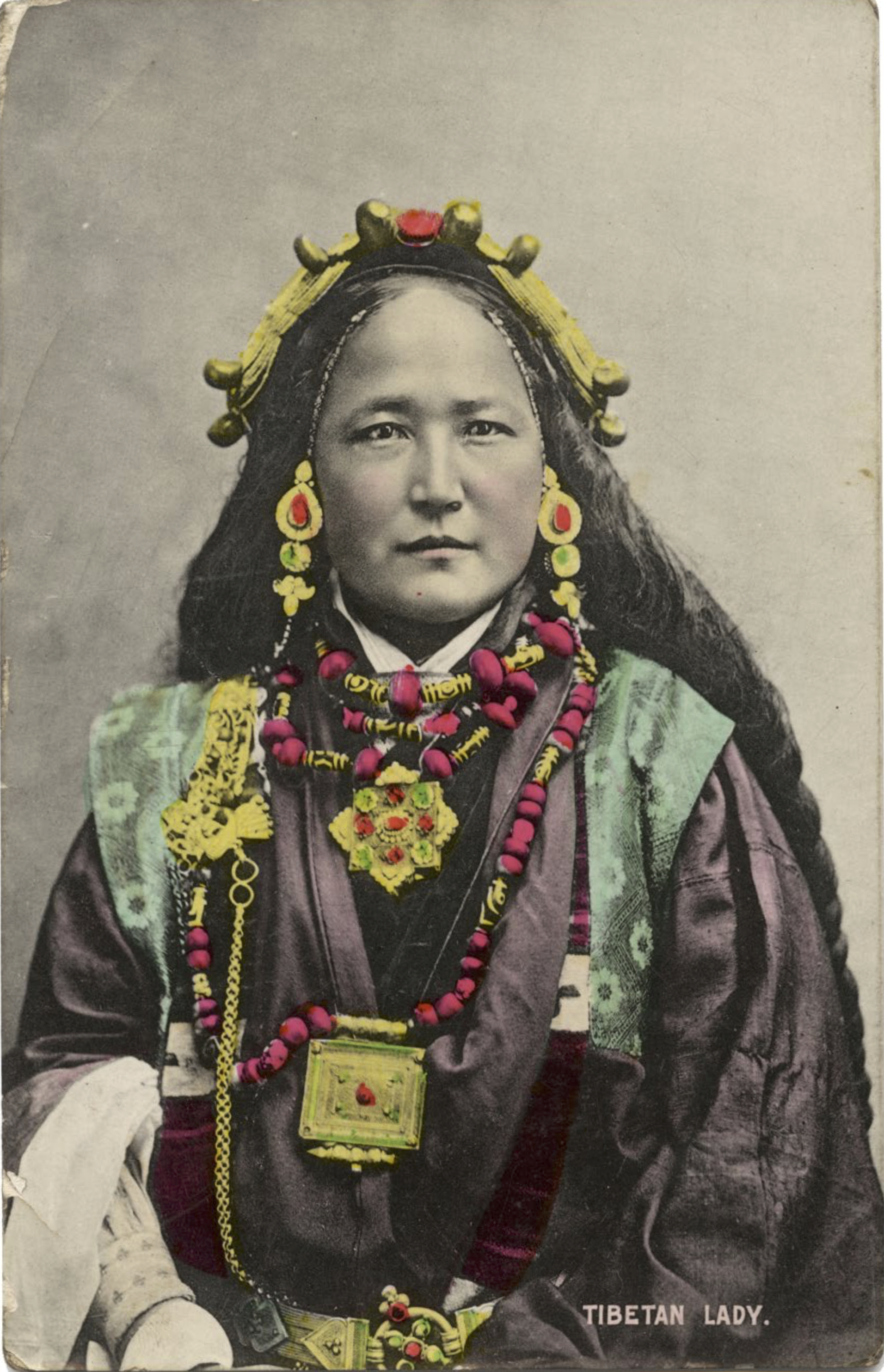
Ani Chokyi, épouse d'Ugyen Gyatso

Ugyen Gyatso, est né à Yangang en 1851 dans une famille tibéto-sikkimaise dont les ancêtres avaient fondé le monastère de Tashi près de Sakhyong. A l'âge de dix ans, il entra au monastère de Pemayangtse pour y étudier le bouddhisme et y fut moine pendant douze ans. En 1872, il se rendit au Tibet, pour y chercher un exemplaire du Tengyur, un ensemble complet de 225 volumes, et rejoignit un an plus tard le Bhutia Boarding School de Darjeeling en tant qu'enseignant de tibétain. 
Il accompagne Sarat Chandra Das au cours de ses deux explorations du Tibet en 1881 et 1882. 
Ugyen Gyatso effectue sa troisième exploration au Tibet en 1883, avec sa femme. Le 19 juin, il entre au Tibet par le nord-est du Sikkim au Donkhya La. Après avoir visité Kampa Dzong et Gyantsé, il poursuit sa route vers Shigatsé où il visite le monastère de Tashi Lhunpo. Il retourne au lac Yamdrok Tso, visité avec Das en 1882. De là, il se dirige vers le sud et l'est, vers la vallée de Lhobra, jusqu'à la frontière du Bhoutan. A Lhakhang, il est emprisonné avec  son épouse et son beau-frère. Ils soudoient ses geôliers pour obtenir leur libération et se rendent à Lhassa. C'est durant cette période que Ugyen Gyatso découvrit le sommet le plus élevé du Bhoutan, le Gangkhar Puensum. Le groupe entre secrètement la nuit à Lhassa et s'abrite avec un ami au monastère de Drépung. Il est reconnu par un mendiant comme venant de Darjeeling et qui accepte de se taire contre de l’argent. Ugyen Gyatso quitte cependant Lhassa, à cheval. Il traverse la rivière Tsangpo, complète l'arpentage du lac Yamdrok Tso et, rejoint le Sikkim par la vallée de Chumbi. Après s'être reposé dans son monastère de Pemayangtse, il rejoint Darjeeling le 15 décembre 1883. 
Le récit de son voyage, remis au colonel Thomas Holdich, fut par la suite décrit comme l'un des meilleurs témoignages de voyages tibétains réalisés par un agent de la Survey of India. Lors de ses expéditions avec Sarat Chandra Das, Ugyen Gyatso avait obtenu la plupart des informations géographiques. 
Il continua d’être d’une aide considérable pour le gouvernement de l’Inde, et mis en forme le récit de exploration du Tsangpo de Kinthup, illettré. Il a également aidé Das à rédiger son dictionnaire anglo-tibétain et a servi d'interprète pour diverses missions frontalières. Enfin, il a été nommé directeur adjoint, puis directeur des domaines gouvernementaux. Il est décédé le 22 mai 1915 à Yangang, laissant deux veuves mais aucun enfant.